# G.NA

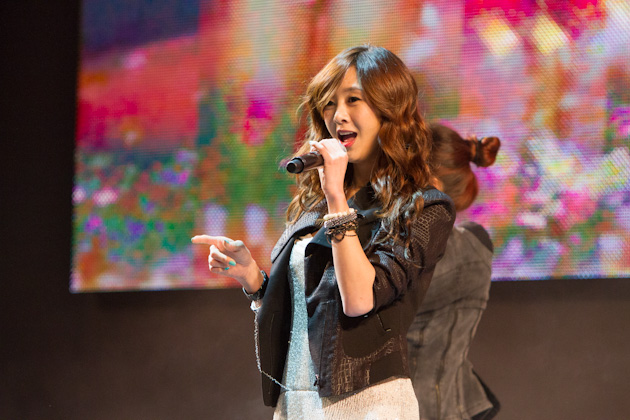
2012年3月31日に開催されたLGシネマ3Dワールドフェスティバルで公演中G.NA

G.NA（ジーナ、本名： チェ・ジナ、1987年9月13日 - ）は、カナダ出身の歌手、モデル、女優である。韓国を拠点に活動をしている。
2010年に歌手としてデビューした。CUBEエンターテインメントの専属契約満了になり再契約せずに退社した。その頃韓国を騒がせた芸能界の賭博や売春騒ぎへの関与の噂が流れ、それは活動にも大きな影響を及ぼした。そのまま芸能活動を終了した。

## 経歴
- カナダのアルバータ州エドモントンで生まれた。父親はテコンドー代表、母親は水泳代表である。
- カナダでの高校に通っていた頃に3人組のカントリー系ガールグループ・パイストを結成して活動した。
- 2007年に韓国でガールグループ・オソニョでデビューする予定だったが、会社の資金の問題で失敗した。以後JYPエンターテインメントに入って練習生として過ごした
- 2008年 CUBEエンターテインメントに所属事務所を移しソロデビューの準備をした。
- 2010年7月14日 ミニアルバム「Draw G's First Breath」を発売し、ソロデビューを果たした。
- 2011年 正規アルバム「Black&White」を発売して初めて1位を獲得した。
- 2016年 CUBEエンターテイメントと専属契約が満了になった。芸能活動を終了。

## ディスコグラフィー

### アルバム

#### スタジオ・アルバム
- 2011年 Black&White

#### ミニ・アルバム
- 2010年 Draw G's First Breath
- 2011年 Top Girl
- 2012年 Bloom
- 2013年 Beautiful Kisses

### デジタル・シングル
- 2010年 恋人ができればしたいこと
- 2011年 はじめまして
- 2014年 きれいな下着

### OST
- 2011年 キスしてくれ - 『イタズラなKissOST Part.1』収録
- 2011年 私の人だから - 『最高の愛 OST Part.2』収録
- 2012年 Be Alright - 『2012希望ロード大長征OST Part.1』収録
- 2012年 Tell Me Now - 『千番目の男 OST Part.3 "』収録
- 2013年 Love&Slow - 『ペアOST Part.1』収録
- 2013年 Drama（Feat. ディンディン）- 『ラブポテンショ-純正の時代OST Part 3』収録
- 2014年 秘密 - 『ヤギョンクンかもOST Part 5』収録
- 2015年 Don`t Cry - 『夜を歩く士 OST Part 4』

## 出演

### ドラマ
- SBS「サンショウウオ導師と影の操作団」 -クリスタル役（2012年 1月27日）
- tvN「応答せよ1997」 -チェジンア役（2012年 9月11日）